# Palm Beach Cup aprile 1985
Il Palm Beach Cup dell'aprile 1985 è stato un torneo di tennis giocato sulla terra rossa. È stata la 4ª edizione del torneo, che fa del Virginia Slims World Championship Series 1985. Si è giocato a Palm Beach Gardens negli USA dal 1° al 6 aprile 1985.

## Campionesse

### Singolare
Chris Evert ha battuto in finale  Hana Mandlíková con il punteggio di 6–3, 6–3

### Doppio
- Doppio non disputato